# Isoberlinia
Genre
Isoberlinia est un genre de plantes à fleurs dicotylédones de la famille des Fabaceae, sous-famille des Caesalpinioideae, qui comprend 5 espèces acceptées. Ce sont des arbres originaires d'Afrique tropicale.
Le bois de certaines espèces est utilisé comme bois d'œuvre pour la construction.

## Liste d'espèces
Selon The Plant List (23 septembre 2018) :
- Isoberlinia angolensis (Benth.) Hoyle & Brenan
- Isoberlinia doka Craib & Stapf
- Isoberlinia paradoxa Hauman
- Isoberlinia scheffleri (Harms) Greenway
- Isoberlinia tomentosa (Harms) Craib & Stapf